# Johannes-Nepomuk-Kapelle (Prachatice, Solní)

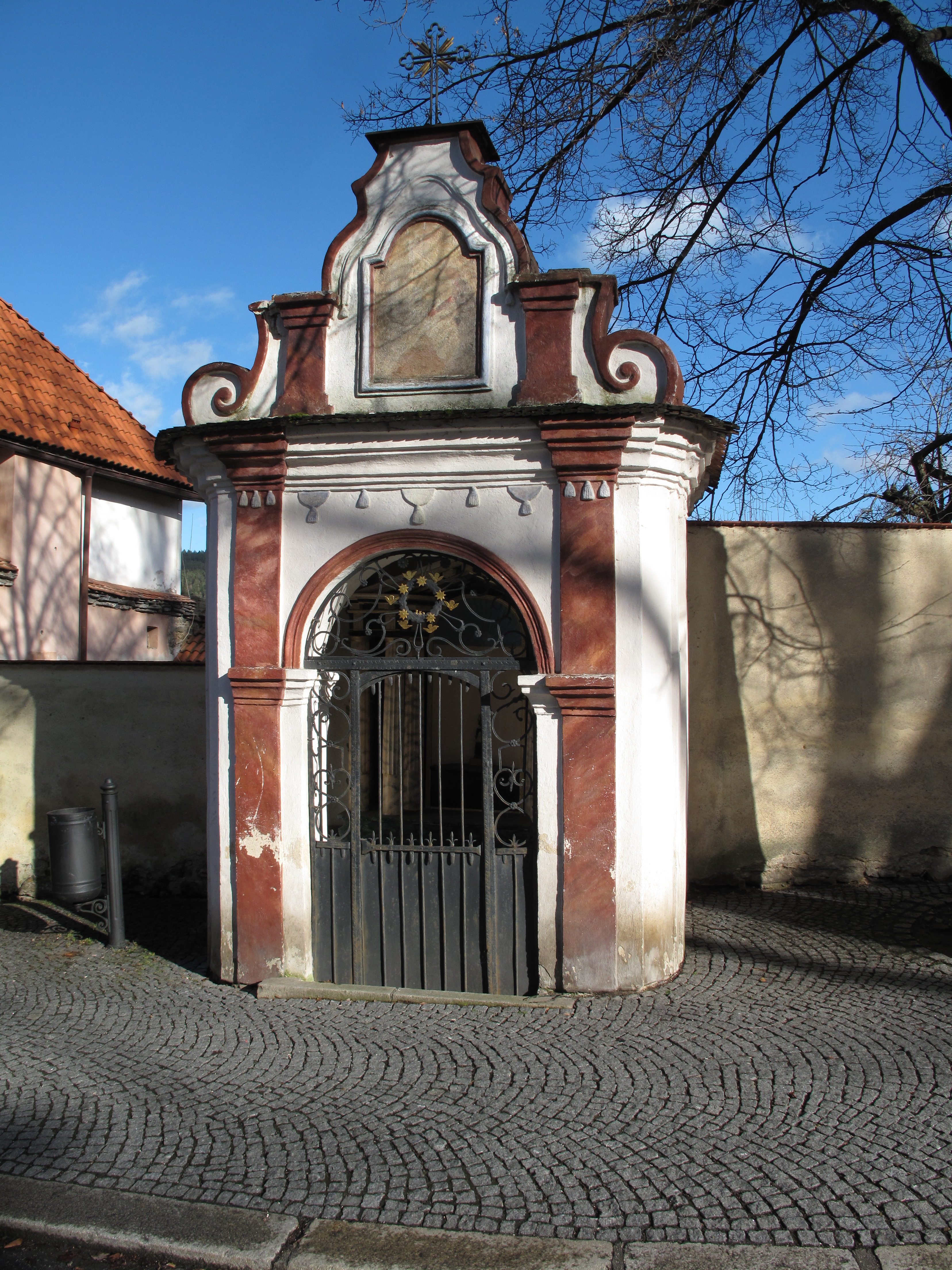
Ansicht (2019)

Die St. Johannes-Nepomuk-Kapelle (tschechisch Kaple svatého Jana Nepomuckého) in Prachatice (deutsch Prachatitz), einer Stadt in der Region Jihočeský kraj (Südböhmen) in Tschechien, ist eine denkmalgeschützte Kapelle an der Solní (Salzstraße). Das Gebäude der Barockzeit stammt aus der zweiten Hälfte des 18. Jahrhunderts.

## Lage

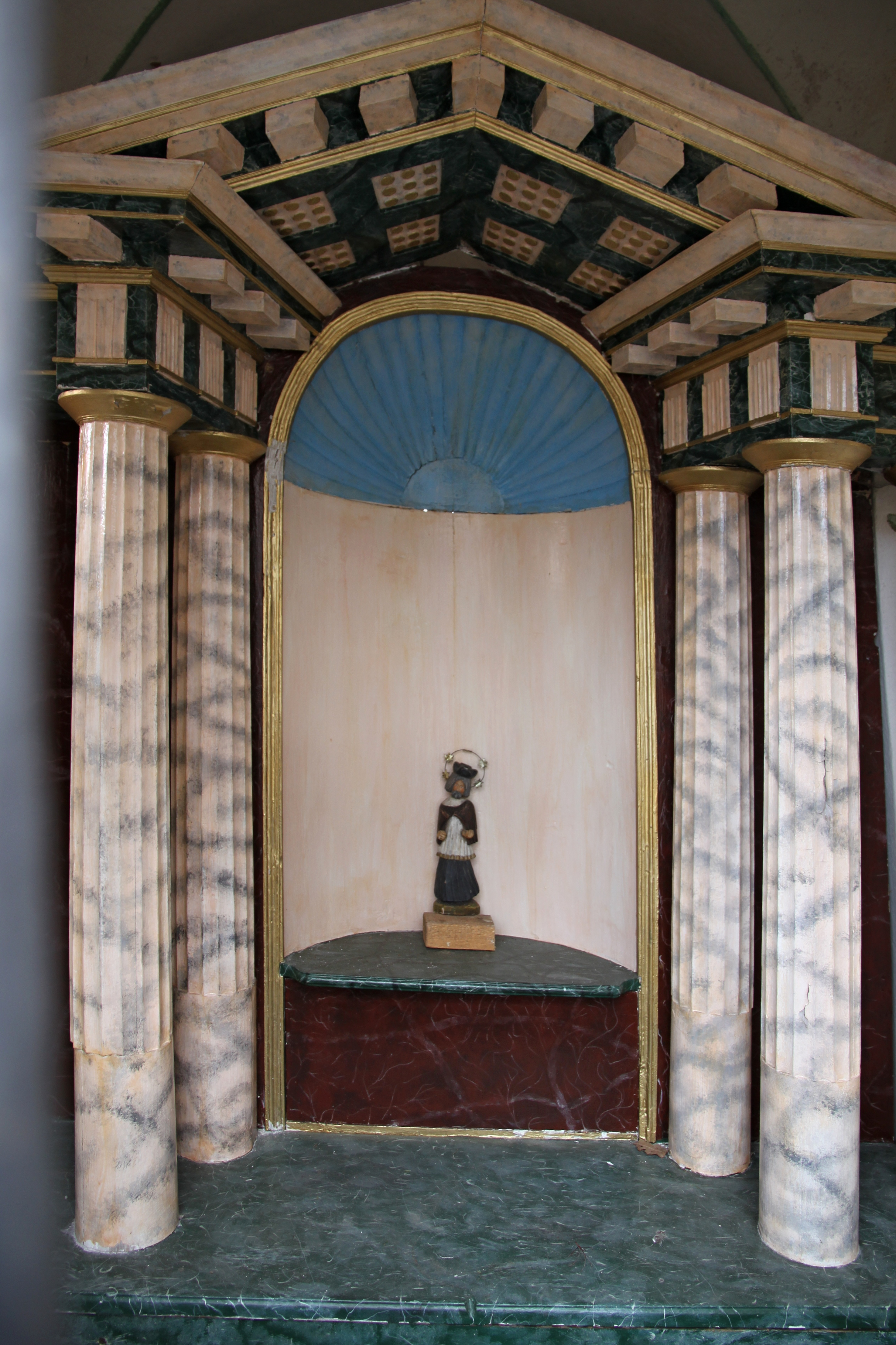
Innenansicht (2019)

Die Kapelle des Heiligen Johannes Nepomuk steht an der Solní vor der ehemaligen Toranlage des Passauer Tors (Horní brána, auch Oberes Tor). Die Hilfe des 1393 in Prag ertränkten Heiligen wurde bei Wasser- und Reisegefahren erbeten. Eine weitere Johannes-Nepomuk-Kapelle steht am Piseker Tor der Stadt (Dolní brána, auch Unteres Tor).
Wenige Meter neben der Kapelle steht eine größere, die dem Heiligen Antonius von Padua gewidmet ist. Dieser gilt auch als Schutzheiliger der Pferde und Esel. Über die Solní führte die Salzhandelsstraße des Goldenen Steigs (Zlatá stezka) von Passau zum Marktplatz der Stadt.
Das Bauwerk wurde am 3. Mai 1958 als Kulturdenkmal unter Schutz gestellt sowie am 1. Oktober 1981 in den Bereich des städtischen Denkmalreservats der Prachaticer Innenstadt aufgenommen.